# Раффадали
Раффадали (итал. Raffadali) — коммуна в Италии, располагается в регионе Сицилия, подчиняется административному центру Агридженто.
Население составляет 13 457 человек (на 2004 г.), плотность населения составляет 613 чел./км². Занимает площадь 22 км². Почтовый индекс — 92015. Телефонный код — 0922.
Покровительницей коммуны почитается святая Олива, празднование во второе воскресение июля.